# Карбовська Наталія Валеріївна
Наталія Валеріївна Карбовська (нар. 8 вересня 1970 року, Київ, Україна, СРСР) - українська феміністська активістка, волонтерка, співзасновниця та директорка із стратегічного розвитку Українського жіночого фонду. Є радницею Глобального Жіночого Фонду (Global Fund for Women), директоркою проектів USAID, членкинею правління  Міжнародної мережі жіночих фондів «Prospera», входила до правлінь Українського форуму благодійників.

## Біографія
Наталія Карбовська народилась у місті Київ 8 вересня 1970 року. Навчалась у Київському політехнічному Інституті та у Межрегіональній Академії Управління Персоналом. 
Наразі є директоркою зі стратегічного розвитку УЖФ (Український жіночий фонд), співзасновницею УЖФ, директоркою Проекту USAID «Економічні можливості постраждалим від конфлікту». Шлях у сфері боротьби за жіночі права розпочала із різних соціальних фондів, міжнародних представництв та організацій в Україні. Починала роботу у сфері соціального розвитку у представництвах одних з найбільш ефективних міжнародних благодійних організацій і фондів в Україні. У 1994—2001 роках працювала у Міжнародному фонді «Відродження» спочатку як координаторка, а пізніше директорка програми «Схід-Схід». З часу відкриття жіночої програми у Міжнародному фонді «Відродження» очолила також і цю програму.

## Фонди та організації
У 2000 році, із розумінням достатнього досвіду для самостійного руху, разом з однодумицями створила Український жіночий фонд. Фонд протягом довгого часу допомагає організаціям громадського суспільства, жіночим організаціям в Україні тощо. Основною місією УЖФ є розбудова демократичного суспільства, що забезпечує рівні можливості, справедливість та підтримку жіночим організаціям. Протягом 7 років Карбовска була головою Правління Українського Жіночого фонду. Протягом 17 років УЖФ залишається чи не єдиним українським фондом, який системно та послідовно підтримує жіночі і феміністські організації в Україні з особливим наголосом на розвиток місцевих організацій.
З 2001 року працює в напрямку підтримки економічного розвитку жінок спочатку як радниця з гендерних питань в проекті USAIDBIZPRO, а пізніше як заступниця директора і згодом директорка проекту USAID «Жіночий економічний розвиток».
З 2006 займається також питаннями репродуктивного здоров'я і репродуктивних прав жінок в проектах USAID «Разом до здоров'я» і «Здоров'я жінок України».
Карбоська є членкинею правління Міжнародної мережі жіночих фондів «Prospera», входила до правлінь Українського форуму благодійників, Європейської мережі гендерної політики, Women's Funding Network. Також є радницею Глобального Жіночого Фонду (Global Fund for Women).
Наталія Карбовська переконана, що голоси жінок та дівчат повинні відігравати ключову роль у процесах соціальних перетворень, а жіночі фонди відіграють важливу роль у цьому, забезпечуючи жінкам і дівчатам доступ до ресурсів, експертизи і структурної підтримки.

## Громадський активізм
Наталія Карбовська — громадська активістка, волонтерка. Бере участь у різних подіях національного та міжнародного значення. У березні 2018 року виступала на події під назвою «Комісія про становище жінок в ООН у Нью-Йорку».
Карбовська бере участь у багатьох соціальних проектах, низці громадських ініціатив, що тим, чи іншим чином стосується соціальної проблематики. Брала участь у громадській ініціативі під назвою Жіноча сотня ім. О. Кобилянської, була розробницею проекту «Разом до здоров'я», метою якого було сприяти поліпшенню відносин за для покращення репродуктивного здоров'я та планування сім'ї в Україні (за підтримки USAID). Наталія Карбовська зазначала, що проект ґрунтується на кооперації між людьми різного віку, статі, робітниками, організаціями, державними та приватними установами. У рамках проекту кожен із 15 регіонів мав розробити власну стратегію, яка належним чином відповідає потребам людей у сфері охорони здоров'я.

Наталія Карбовська доволі часто є активісткою, волонтеркою, спікеркою або просто гостею різних проектів у всьому світі, саме тому у неї є неабиякий досвід спілкування із багатьма організаторками або лідерами думок у гендерній сфері. Так, наприклад, Карбовська знайома із Кармен Перес, організаторкою великої кількості жіночих маршів у США. Наталія мріє найближчим часом створити жіночі марші в Україні.
«Улітку я була в Америці і познайомилась из Кармен Перес, співорганізаторкою відомих у США маршів. Для мене спілкування було дуже корисне. Тепер мрію про такий самий масовий жіночий марш в Україні і сподіваюсь, що через рік, два, може три, він все-таки відбудеться і на нього вийдуть представниці різних рухів усередині жіночого або феміністичного - руху, частиною якого ми всі є» - Наталія Карбовска .
Невидимий батальйон. Із ініціативи Українського Жіночого Фонду на 9 фестивалі соціальної реклами був представлений календар «Невидимий батальйон» з фотографіями жінок в АТО. Календар здобув перемогу у номінації «Державна соціальна реклама» та отримав гран-прі фестивалю. Карбовська як співавторка дослідження «Невидимий батальйон» зауважила, що поштовхом до створення календаря було саме соціологічне дослідження про участь жінок у військових діях АТО . Карбовська зазначала в інтерв'ю, що проект «Невидимий батальйон» — гордість та перемога нації. За даними Міністерства оборони в армії Україні налічується лише 50 тисяч жінок. Із них лише 17 тисяч є військовими та лише 2 тисячі — жінки-офіцери. Жінки не допускаються до важливих посад, важко підіймаються кар'єрними сходами та лише одиниці займають високі посади у сфері безпеки оборони країни. Нині[коли?] у країні нема жодної жінки-генерала та лише декілька десятків полковниць (“скляна стеля”).[джерело?]
Карбовська неодноразово зазначає, що стереотипне мислення українського народу все ще існує у суспільстві, саме стереотипи заважають жінкам займатись кар'єрою . На сьогодні вже помітні зміни, у Міністерстві оборони працює жінка-офіцер, яка є радницею міністра із гендерних питань. Саме вона, зазначає Наталія, може стати “голосом” жінок, які працюють у сфері оборони. У 2018 році львів’янці Поліні Кравченко заборонили у вступі на програму навчання офіцерів сухопутних військ через її стать. Дівчина намагалась вступити на програму керування механізованими бригадами, де їй зазначили, що це тяжка сфера праці для жінки. Карбовська зауважує, що, не дивлячись на ухвалення певних законодавств та наказів щодо допущення жінок до посад у військовій справі, відкриття нових професій для жінок - є проблемою.

4 квітня 2014 року Карбовська в інтерв'ю щодо жіночої участі на Майдані зазначила, що були жінки, які будували барикади, були на передовій, організовували курси жіночої самооборони, тощо. Найголовніше те, що це був вибір самих жінок. 
«Одна із найважливіших речей, яку ми побачили — це те, що Майдан насправді почав руйнувати традиційні стереотипи про роль жінки і чоловіка», — Наталія Карбовська.
Наталія Карбовська зауважує, що в Україні, у військовій справі, діють гендерні стереотипи, керівні військові посади за чоловіками, тому протиставляє вітчизняну армію Ізраїлю, де жінки проходять службу із чоловіками та займають керівні посади.